# Mohamed Aït Kaci
Pour les articles homonymes, voir Kaci.
Mohamed Aït Kaci est un joueur de football algérien. Il est né le 20 juin 1986 à Bordj El Kiffan dans la wilaya d’Alger (Algérie). Il joue au poste de défenseur pour les clubs de JS Kabylie, ES Setif, WR Bentalha et CRB Bordj El Kiffan.

## Carrière
- 2006-2008 :  JS Kabylie
- 2008-2009 :  ES Setif
- 2009- :  WR Bentalha
- 2011-? :  CRB Bordj El Kiffan[1]

## Palmarès
- Champion d’Algérie en 2008 avec la JS Kabylie et en 2009 avec l'ES Setif.